# Смочкевич, Дезидерий
Дезидерий Смочкевич (пол. Dezydery Smoczkiewicz) (26 февраля 1900, в Лещоватом — 28 апреля 1940, на Украине) — польский крестьянин, военный осадник, общественный деятель, депутат польского сейма IV созыва (1935-1938).

## Биография
Родился 26 февраля 1900 года в деревне Лещовате, в семье учителей народных школ Албина и Паулины (девичья фамилия Кулинич) Смочкевич.
Учился в гимназии в Ярославе, где вёл активную анти-оккупационную пропаганду. В 1916 году в Радымно основал ячейку ПОВ. В чине старшего сержанта участвовал в обороне Львова в составе 4-го полка пехоты Легионов в ноябре 1918, а также в операциях львовских в начале 1919 года. Был тяжело ранен в бою под Збоищами. В 1920 году уволен из армии, как 50% военный инвалид. Добровольно служил во II отделе Командования Особого львовского округа.
До 1922 года работал в центральном железнодорожном управлении во Львове. Потом переехал жить на Волынь, где в 1923 году получил пай земли в качестве военного осадника.
В 1925 году окончил Академию торговли во Львове, а в 1933 - высшие управленческие курсы в Варшаве.
Выполнял много общественной работы с 1926 года и до начала войны.
В 1926 году женился на Ольге Невяровской, деятельнице польского движения в Ярославе, санитарке польских войск времён польско-украинских боёв за Пшемысль. В 1931 году родился сын Лешек, известный этнограф.
На выборах в парламент Польши 1935 года, был избран депутатом Сейма Польши IV каденции, набрав 92800 голосов в избирательном округе №56, объединяющем гороховский и луцкий повяты. В Сейме работал в законодательной комиссии.
После вступления Красной Армии на территорию Польши был арестован органами НКВД в ночь на 24 сентября 1939 года и заключён под арест в Ровно, где содержался до 24 марта 1940, затем вывезен в Харьков. 28 апреля 1940, вместе с группой из 105 человек, был выведен из камеры. Дальнейшая судьба неизвестна.
Его имя фигурирует в т.н. «Украинском Катынском листе», в списке убитых на Украине в 1940 году, переданном Польше в 1994 году.

## Награды
- Орден Polonia Restituta степени Кавалер
- Серебряный Крест Заслуги
- Крест Независимости
- Крест Обороны Львова[1]